# ヒトラーと戦った22日間
『ヒトラーと戦った22日間』（原題：Собибор / Sobibor）は、2018年制作のロシア映画。
第二次世界大戦中、ナチス・ドイツのソビボル強制収容所で、ソ連軍の軍人アレクサンドル・ペチェルスキーが収容されてから22日後に起こした脱出劇を、実話を基に描いた作品。

## あらすじ
1943年秋、ナチスドイツが支配するポーランドのソビボルに設けられた強制収容所に列車が到着すると、中から多くのユダヤ人たちが下車する。彼らは財産を没収され、ナチスの役に立つ一部の職人らを除いて、ガス室で殺戮される運命だ。生きて労働を強いられる者たちも、親衛隊将校の機嫌次第で簡単に殺されてしまう恐怖の中にいた。
絶望が蔓延する所内で密かに数名の男たちが脱走を企てていた。中心となったのはペチェルスキー(通称サーシャ)で、彼らは、所内を治める親衛隊将校たちを殺してできるだけ多くの者たちが脱走できるような計画を立て、そのための仲間を増やそうとしていた。
決行の前日、予想外のことが起き、サーシャの身にも危険が迫っていた。

## キャスト
- アレクサンドル・ペチェルスキー（サーシャ／反乱のリーダー）：コンスタンチン・ハベンスキー
- カール・フレンツェル (親衛隊曹長)：クリストファー・ランバート
- ルカ  (収容者) : フェリス・ヤンケリ
- ハンナ (収容者)：ミハリーナ・オルシャンスカ
- セルマ (収容者) : マリア・コジェーブニコワ
- レオ (反乱メンバー) : ダイニュス・カズラウスカス
- グスタフ・ワグナー (親衛隊) : ウォルフガング・キャニー